# Бориневич-Бабайцева Зоя Антонівна
Зоя Антонівна Бориневич-Бабайцева (29.12.1885 — 7.10.1972) —  історик літератури, пушкінознавець.

## Життєпис
З. А. Бориневич-Бабайцева народилася 29 грудня 1885 року (11 січня 1886 року) в Богодухові в родині земського статистика, згодом професора статистики А. С. Бориневича.
Середню освіту отримала в 2-й міський жіночій гімназії, яку закінчила 1903 році. В 1904—1909 роках навчалась на історико-філологічному факультеті Одеських вищих жіночих курсів. В 1912 році склала державні іспити на однойменному факультеті Імператорського Новоросійського університету та отримала диплом 1-го ступеню. Педагогічну кар'єру розпочала в 1909 році як вчитель недільних та вечірніх шкіл. В 1912—1918 роках викладала російську мову та літературу в жіночих і чоловічих гімназіях міста. а в 1920—1938 роках — на робітничих факультетах вищих навчальних закладів Одеси. В 1923—1930 роках була викладачем Одеського інституту народної освіти, потім — Одеського педагогічного інституту, а з 1938 року — Одеського державного університету.
У 1940 році захистила дисертацію «Романи-пародії А. П. Чехова» на здобуття наукового ступеня кандидата філологічних наук. Згодом присвоєно вчене звання доцента.
У роки нацистської окупації Одеси поєднувала викладацьку роботу з підпільною діяльністю.
В 1950—1972 роках була головою Пушкінської комісії при Одеському будинку вчених, одним з організаторів об'єднаних конференції пушкінознавців, які проходили в Одесі та Кишиневі.
Померла 7 жовтня 1972 року в Одесі.

## Науковий доробок
Науково-дослідна діяльність була зосереджена на вивченні життя та творчості А. П. Чехова та О. С. Пушкіна. Брала активну участь в роботі організованої в 1924 році Пушкінської комісії при Одеському будинку вчених (доповідь «Пушкін та одеські альманахи»). Найбільша активність в області пушкінознавства прийшлась на 1950—60-ті роки. Була співредактором двох томів збірок «Пушкин на юге» (т. 1 — 1958 рік, т. 2 — 1961 рік). Праці з пушкінознавства поділяються на два цикли: 1. До першого відносяться розвідки, у яких надана культурно-громадська картина Одеси пушкінської пори, життя поета в Одесі. Дослідниця робить аналіз причин висилки О. С. Пушкіна з Одеси, спростовуя твердження, що підґрунтям висилки був особистий конфлікт між поетом і М. С. Воронцовим, вважаючи політичні мотиви головними. 2. Другий цикл робіт присвячений аналізу творчості О. С. Пушкіна у так названий «південний період».
Є автором близько 20 опублікованих наукових праць, зокрема 2 брошур.

## Праці
- Пушкин и одесские альманахи // Пушкин. Статьи и материалы. — Вып. 2. — Одесса, 1926. — С. 51 — 69.
- Пушкин в Одессе // О. С. Пушкін в Одесі. — Одеса, 1949. — С. 69 — 98.
- Одесский период жизни Пушкина // Пушкинская юбилейная сессия. 150-летие со дня рождения А. С. Пушкина. — Одесса, 1949. — С. 37 — 39.
- Одесские впечатления в творчестве Пушкина после 1824 г. // Збірник філологічного факультету Одеського державного університету. — Т. IV. — Одеса, 1954.— С. 75 — 89.
- Овидиев цикл в творчестве Пушкина // Пушкин на юге. — Вып 1. — Кишинев, 1958.— С. 164—178.
- Высылка Пушкина из Одессы // Пушкин на юге. — Вып 1. — Кишинев, 1958.— С. 264—280.
- Лирика Пушкина южного периода // Пушкин на юге. — Вып 2. — Кишинев, 1961. — С. 265—288.
- Десятая объединенная конференция пушкиноведов юга // Временник Пушкинской комиссии, 1963. — Вып. 2. — М.-Л., 1966. — С. 113—115.

## Нагороди
- Медалі «За оборону Одеси» , «За бойові заслуги», «Партизанові Вітчизняної війни»